# Vieille maison d'Ivanka Prvulović à Minićevo
La vieille maison d'Ivanka Prvulović à Minićevo (en serbe cyrillique : Стара кућа Иванке Првуловић у Минићеву ; en serbe latin : Stara kuća Ivanke Prvulović u Minićevu) se trouve à Minićevo, dans la municipalité de Knjaževac et dans le district de Zaječar, en Serbie. Elle est inscrite sur la liste des monuments culturels protégés de la république de Serbie (identifiant no SK 696),.

## Présentation
La maison remonte à la première décennie du XIXe siècle.